# 616689 Yihangyiyang
616689 Yihangyiyang è un asteroide della fascia principale. Scoperto nel 2016, presenta un'orbita caratterizzata da un semiasse maggiore pari a 2,6268795 au e da un'eccentricità di 0,1457225, inclinata di 11,19142° rispetto all'eclittica.
Dal 4 luglio 2022 al 27 febbraio 2023, quando 618349 Williekoorts ricevette la denominazione ufficiale, è stato l'asteroide denominato con il più alto numero ordinale. Prima della sua denominazione, il primato era di 613419 Lafayettequartet.
L'asteroide è dedicato a Sun Yihang e Sun Yiyang, figli di uno dei due scopritori.